# Сент-Джонс (мост)
Мост Сент-Джонс (англ. St. Johns Bridge) — автодорожный висячий мост через реку Уилламетт в Портленде (США, штат Орегон). Единственный висячий мост через Уилламетт и один из трёх висячих мостов на дорогах общего пользования в Орегоне. Высота пилонов моста составляет 124 м, длина пролёта между ними — 368 м, а общая длина моста — 630 м. В оформлении пилонов моста присутствуют неоготические элементы. К мосту прилегает Катедрал Парк.

## История
Строительство моста началось за месяц до биржевого краха 1929 года. Во время Великой депрессии строительство моста предоставило возможность трудоустройства многим жителям Портленда. Торжественное открытие моста состоялось 13 июня 1931 года.
В 1999 году Департамент транспорта Орегона объявил о планах капитального ремонта и реконструкции моста. Работы проводились с марта 2003 года до осени 2005 года. Официальное открытие моста после реконструкции состоялось 17 сентября 2006 года.